# Мирослав Антонов
Мирослав Будинов Антонов е български професионален футболист. Играе като централен нападател. Играч на третодивизионния гръцкия „Eоликос“ (Митилини), от остров Лесбос.

## Кариера
В кариерата си Антонов е играл за отборите на Миньор (Бобов дол), Монтана и Спортист (Своге).
На 4 януари 2010 г. нападателят преминава в Левски срещу сумата от 120 хиляди лева.
Антонов прави официалния си дебют за Левски на 7 март 2010 г. в мач от А група срещу Миньор (Перник), който завършва с победа за „сините“ с 3:1. Нападателят бележи първия си гол за Левски на 10 април 2010 г. в мач за първенство срещу Локомотив (Пловдив) (2:0).